# Inhuma
Inhuma é um município brasileiro do estado do Piauí.

## Inhumense no The Voice Kids (5.ª edição)
A cidade ficou conhecida no Brasil pela participação da conterrânea Natielly Rocha, de 14 anos na quinta temporada do show de calouros da Rede Globo, o The Voice Kids, estreada em 5 de janeiro de 2020. Apesar de não ter conseguido avançar de fase e ter sido eliminada do programa, a inhumense gerou uma comoção nas redes sociais por partes dos conterrâneos que divulgaram e apoiaram com afinco a jovem artista que é sempre aplaudida e bem assistida em sua terra natal, a mesma trouxe visualização e destaque a terrinha e fez com que a mesma ficasse orgulhosa de seu talento, carisma e determinação.